# Blakeslee (Ohio)
Pour les articles homonymes, voir Blakeslee.
Blakeslee est un village américain situé dans le comté de Williams, dans l'Ohio. Selon le recensement de 2010, sa population est de 96 habitants.